# Carmo da Mata
Carmo da Mata là một đô thị thuộc bang Minas Gerais, Brasil. Đô thị này có diện tích 356,658 km², dân số năm 2007 là 10942 người, mật độ 29,5 người/km².